# Michał Probierz
Michał Probierz, né le 24 septembre 1972 à Bytom, est un footballeur professionnel polonais qui occupait le poste de milieu de terrain dans les années 1990-2000. Il est devenu entraîneur dès la fin de sa carrière de joueur.

## Biographie

### Une bonne carrière de joueur en Pologne
Formé à Bytom, sa ville natale, Michał Probierz rejoint en 1987 le Gwarek Zabrze, puis le Ruch Chorzów deux ans et demi plus tard. Il a besoin d'une demi-saison pour s'imposer à Chorzów. Finaliste de la coupe nationale en 1993, il rejoint le Bayer 05 Uerdingen en Allemagne en janvier 1994. En Bundesliga, il ne joue presque pas, et s'engage en janvier 1996 avec le SG Wattenscheid 09, club de deuxième division. Beaucoup plus sur le terrain, le Polonais dispute trente matches en une saison et demie avant de revenir en Pologne et de signer un contrat avec le Górnik Zabrze. Mais il n'arrive qu'après la grande période du Górnik, quatorze fois champion de Pologne en trente ans, et ne dispute que le milieu de tableau et une finale de coupe en 2001. Après avoir joué cent-quatre-vingt-une rencontres, il termine sa carrière au Pogoń Szczecin en 2004, puis au Widzew Łódź six mois plus tard, après une grosse blessure aux ligaments croisées du genou.

### Des débuts difficiles sur les bancs de touche
Michał Probierz devient l'entraîneur du Polonia Bytom le 6 octobre 2005, remplaçant Marcin Brosz. Alors dix-septième en deuxième division, Bytom progresse de deux places sous l'impulsion de Probierz, et profite de la fusion entre l'Amica Wronki et le Lech Poznań pour éviter la relégation directe et disputer le barrage de relégation contre l'Unia Janikowo. Après un match nul et vierge à l'aller, Bytom se sauve en gagnant chez lui un but à zéro, grâce à Andrzej Rybski. En juin 2006, Michał Probierz est démis de ses fonctions et remplacé par Dariusz Fornalak.
Aussitôt, il est engagé par le Widzew Łódź pour succéder à Stefan Majewski, parti au Cracovia. Avec le promu, Probierz gagne un quart de ses matches et termine à la douzième place. En début de saison 2007-2008, le Widzew gagne seulement trois points sur dix-huit possibles. L'entraîneur est donc très vite limogé, et retourne au Polonia. Il réussit à maintenir le club en première division, et démissionne finalement le 22 mai 2008.

### Connaît le succès avec Białystok

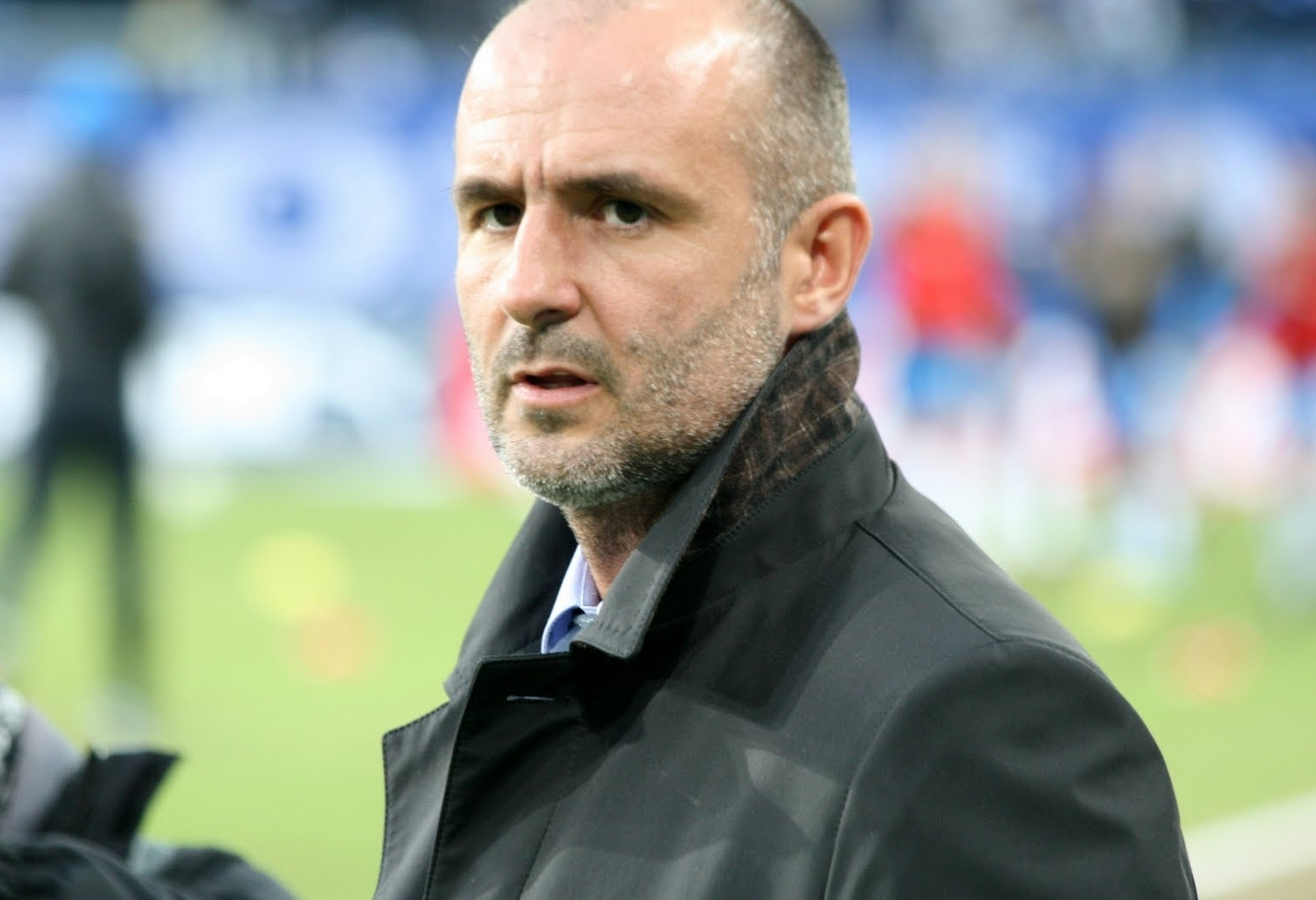
Probierz avec le Jagiellonia, en 2011.

Le 19 juin 2008, il signe au Jagiellonia Białystok. Avec une moyenne d'un tiers de matches remportés, la Jaga termine à la huitième place lors de la première saison de Probierz.
L'année suivante, il arrive à faire du bon travail et place son équipe dans le milieu de tableau, malgré les dix points de pénalité infligés au Jaga en début de saison. Sans objectif en fin d'année, Białystok tombe finalement à la onzième place. Lors de cette même année, le Jaga fait un très bon parcours en coupe nationale, éliminant tous les clubs de première division qui se mettent sur son passage, et affronte en finale le Pogoń Szczecin. Maîtrisant globalement le match, les hommes de Michał Probierz le remportent, inscrivent une première ligne au palmarès du club et se qualifient pour le troisième tour de la Ligue Europa.
Pour sa première saison européenne, le Jagiellonia est confronté lors de son entrée en Ligue Europa à l'Aris Salonique, troisième des playoffs du dernier championnat grec. Lors de la première manche, le Jaga est dépassé d'entrée de partie et encaisse en sept minutes deux buts, marqués par Antonio Calvo Arandes. Il parvient ensuite à revenir au score assez vite, par l'intermédiaire de Rafał Grzyb, mais doit tout de même s'incliner pour le premier match européen de son histoire. Entre les deux manches, Białystok joue et gagne une seconde finale en deux mois, celle de la Supercoupe contre le Lech Poznań, grâce à son capitaine Tomasz Frankowski, unique buteur. Décidé à renverser la tendance en Grèce, le Jaga est tout proche de l'exploit, mais voit son rêve s'envoler après un penalty donné et transformé par Danijel Cesarec, qui ramène son équipe à égalité et prive le Jagiellonia d'une prolongation et d'une possible qualification. Pas démoralisés, les joueurs du Jaga entament parfaitement le championnat et en prennent la tête à partir de la cinquième journée. À la moitié de la saison, ils possèdent trois points d'avance sur le deuxième et sur le troisième. Mais peu à peu, le Jaga perd du terrain et se fait dépasser par le Wisła Cracovie après la dix-septième journée. Sous pression, les joueurs du club se font distancer par leurs concurrents, et Probierz décide de présenter sa démission le 10 mai, après la troisième défaite consécutive de son équipe. Finalement, les dirigeants du Jagiellonia la refusent et maintiennent Probierz à son poste. Ses joueurs finissent la saison sur une quatrième place, synonyme de qualification pour la Ligue Europa 2011-2012.
Michał Probierz entame alors à l'été 2011 une quatrième saison sur le banc du Jagiellonia, mais n'y reste pas longtemps à la suite de l'élimination précoce et peu glorieuse du Jaga contre l'Irtych Pavlodar, club kazakh troisième de son championnat. Probierz et ses dirigeants décident alors de se séparer.

### Choisit un nouveau challenge à Łódź, puis en Grèce
Le 5 septembre 2011, il s'engage avec le ŁKS Łódź, bon dernier du championnat et qui ne compte qu'un seul point après cinq journées. Dès son arrivée à Łódź, « l'effet Probierz » se fait ressentir, le ŁKS sortant de la zone rouge, engrangeant dix points sur quinze possibles et s'offrant même le luxe de battre le grand rival du Widzew chez lui. Après la douzième journée, en novembre, le ŁKS Łódź se classe à la onzième place.
Probierz choisit ce moment pour quitter le club et répondre favorablement à l'offre de l'Aris Salonique (qu'il avait affronté en coupe d'Europe avec le Jagiellonia),, mal en point dans le championnat grec (qui a débuté tardivement) et qui lui aussi n'a toujours pas gagné un match. Il s'engage jusqu'à la fin de la saison, profitant d'une clause qui lui permet de quitter la Pologne pour un club étranger. Une nouvelle fois, il parvient à redresser la situation du club en le hissant à la onzième place, et en obtenant par exemple une victoire de prestige sur le Panathinaïkos. Mais en janvier 2012, avec un bilan de trois victoires, un nul et quatre défaites en championnat et une qualification pour les huitièmes de finale de la Coupe de Grèce acquise sur le terrain du Panthrakikos, le Polonais claque la porte, sur fond de désaccords avec sa direction, notamment financiers.

### Enchaîne les échecs à Cracovie, Bełchatów puis Gdańsk

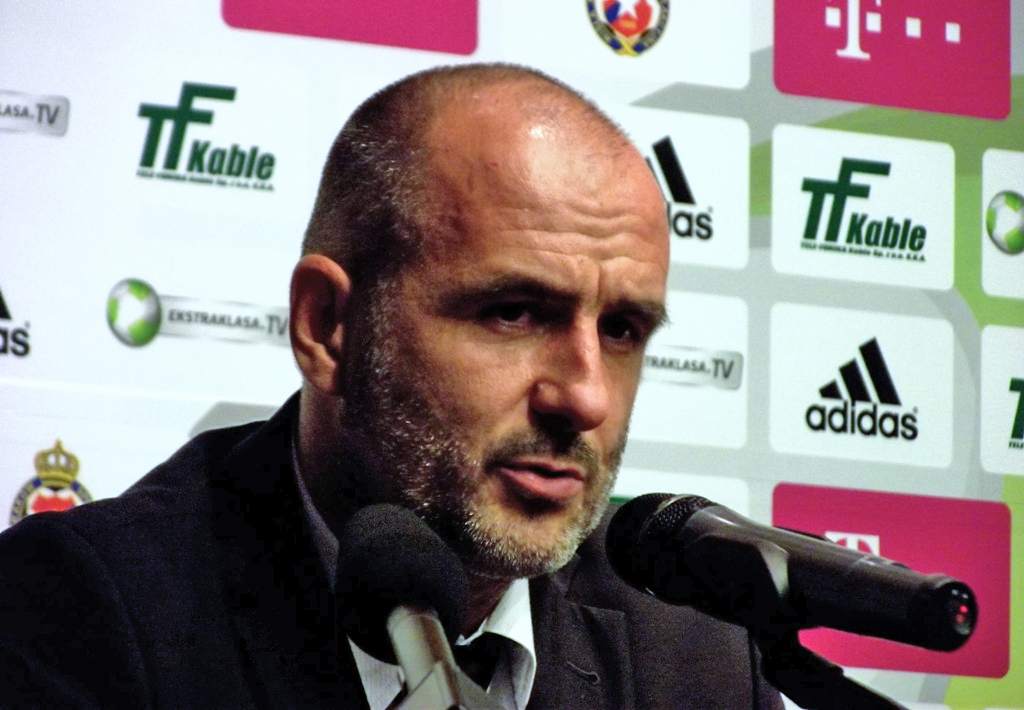
En conférence de presse avec le Wisła Cracovie, en 2012.

Le 1er mars 2012, il signe un contrat d'un an et demi avec le Wisła Cracovie et remplace Kazimierz Moskal. En deux mois, il ne parvient pas à redresser la situation du club, qui reste scotché à la septième place et ne se qualifie donc pas pour une compétition européenne. Conforté dans sa position d'entraîneur pour la saison 2012-2013, Probierz n'arrive pas à faire s'améliorer les résultats du Wisła, qui ne quitte pas la seconde partie de classement. Le 1er octobre, lors d'une conférence de presse suivant une défaite en championnat contre le Piast Gliwice, Michał Probierz annonce sa démission, alors que le club de Cracovie occupe la onzième place.
Le 14 novembre, il est nommé entraineur du GKS Bełchatów, dernier du classement. Sa venue ne coïncide pourtant pas avec une amélioration des résultats, et après quatre journées et seulement deux points pris, Probierz et ses dirigeants se séparent par consentement mutuel.
Annoncé ensuite vers plusieurs clubs polonais, Probierz attend pourtant la fin de la saison 2012-2013 pour s'engager avec une équipe, le Lechia Gdańsk, huitième du dernier championnat. Il y signe un contrat de deux ans, avec une option de prolongation d'une année. Une nouvelle fois, les résultats ne sont pas au rendez-vous, le club de Poméranie stagnant en deuxième partie de classement, et le 26 mars 2014, après une élimination en quart de finale de la Coupe de Pologne par le Jagiellonia Białystok, Michał Probierz est démis de ses fonctions par les dirigeants du Lechia.

### Retourne au Jagiellonia pour se relancer
Le 7 avril 2014, il est choisi par le Jagiellonia Białystok pour succéder à Piotr Stokowiec à la tête de l'équipe première.

## Palmarès
- En tant que joueur :
  - Finaliste de la Coupe de Pologne : 1993, 2001
- En tant qu'entraîneur :
  - Vainqueur de la Coupe de Pologne : 2010, 2020
  - Vainqueur de la Supercoupe de Pologne : 2010, 2020